# It's a Blunderful Life
«It's a Blunderful Life» (укр. «Це помилкове життя») — сьома серія тридцять п'ятого сезону мультсеріалу «Сімпсони», прем'єра якої відбулась 19 листопада 2023 року у США на телеканалі «Fox».

## Сюжет
За шістдесят років у майбутньому Ліса Сімпсон збирає всіх своїх дітей, онуків і родичів на святковий обід на день подяки. Мардж каже, що це перше свято, відколи Гомер помер (за столом замість нього голограма). Усі піднімають віртуальні свічки у пам'ять про «великий блекаут», який мало не знищив Спрінґфілд свого часу. Коли онучка Ліси запитує, звідки ця традиція, бабуся розповідає історію…
У сьогоденні за 6 днів до дня подяки, по телебаченні Кент Брокман оголошує про потужний сніговий шторм, що суне на місто. Мардж хвилюється, що у будинку вікна слабкі для буревію. Вона будить Гомера, який обіцяє зробити це ввечері. Зараз йому байдуже, бо на Спрінґфілдській АЕС сьогодні Гавайська п'ятниця.
На заводі корпоратив у повному розпалі. Гомер виконує роль «Короля Камехамеха», хоча насправді просто обслуговує колег. Гомер іде утилізувати сміття, і мало не викидує його в ядро реактора. Якраз тоді містер Бернс не може підзарядити свій комунікаційний апарат. Він вставляє зарядний пристрій у переповнену розетку, що спричиняє стрибок у напрузі, який своєю чергою викликає на АЕС пожежу.
Працівникам вдається евакуюватися, а рятувальним гелікоптерам усунути пожежу. Однак, в результаті станція перестає працювати, і працівники залишаються без роботи. У розпалі гніву розлючений натовп знаходить цапа-відбувайла — Гомера Сімпсона. Вони бажають його смерті, але чоловіку вдається втекти.
Через те, що АЕС не працює все місто залишилося без електрики. Ввечері того дня Гомер лякає Мардж тим, що швидко відремонтував вікна. Жінка беззаперечно думає, що Гомер має стосунок до відключення світла. Хоча Гомер наполягає, що цього разу це не він, але Мардж сумнівається. Наступного дня Мардж виявляє, що вся їжа в холодильнику зникла, і звинувачує Гомера в тому, що він її всю з'їв. Коли Гомер намагається пояснити, вона перериває його та йде геть. Тим часом проти Гомера налаштоване все місто: погрожують розправою, кидають цеглу в будинок Сімпсонів, Гомера навіть викидають з таверни Мо.
Удома Сімпсони не можуть розпалити багаття, тому дідусь Сімпсон приходить їм на допомогу. Під його гру на скрипці сім'я згуртовується і переживає кризу. Однак, тієї ночі мешканці вивозять будинок Сімпсонів з міста.
Наступного ранку Сімпсони прокидаються на вершині гори. Гомер знову хоче переконати Мардж у своїй невинності та демонструє фото, як він закопує харчі у сніг для збереження холоду. Мардж усвідомлює, що якщо Гомер був правим тут, значить він справді не має відношення до блекауту. Ліса доходить до висновку, що все зробив найбільший лиходій у місті — містер Бернс.
Коли вони прибувають до маєтку Бернса, той у всьому зізнається і намагається відправити сім'ю в люк, але невдало через брак енергії. Тоді Бернса заарештовують і змушують сплатити штраф місту. Потім Мардж запрошує жителів Спрінґфілда на вечерю з ними в обмін на повернення їхнього будинку на місце.
У фінальній сцені в майбутньому після розповіді Ліси голографічний Барт каже, що помер від її розповіді. Вони з голограмою Гомера куштують індичку із проєкцій один одного.
У сцені під час титрів Гомер читає Лісі книжку, і не хоче припинити, бо захопився долею персонажів.

## Культурні відсилання та цікаві факти
- Пісня, яку співають Бернс з робітниками, є пародією на пісню про Генрі Форда з мюзиклу «Ragtime» (укр. «Регтайм»)[1].
- Сцена у таверні Мо — відсилання до фільма 1980 року «Брама небесна»[2].

## Ставлення критиків і глядачів
Під час прем'єри серію переглянули 1,11 млн осіб, з рейтингом 0.3, що зробило її найпопулярнішим шоу на телеканалі «Fox» тієї ночі.
Реян Мішра з «TheReviewGeek» оцінив серію на півтора з п'яти зірок, сказавши:
|  | «Сімпсони» знову розчаровують. Окрім розваги, наратив має на меті передати повідомлення про експлуатацію влади та недоліки судових систем. Однак, те, як вони це роблять, — досить складно. Здавалося, ніби необхідність застосувати тему Дня подяки трохи скомпрометувала історію. Деякі діалоги жартівливі та правильно висвітлюють реальність систем. Незважаючи на це, епізод падає на плаву і не викликає сміху. |

Водночас, Джон Шварц із сайту «Bubbleblabber» оцінив серію на 6/10, сказавши, що «коли продюсери працюють із тим цинізмом, який пронизують сценаристи, це починає виглядати як шоу, яке я люблю… За іронією долі, в останній сцені футуристичний Барт скаржиться на те, якою довгою була історія Ліси, що він вмер від нудьги, і я повинен сказати, що це такий самий випадковий висновок, до якого я міг дійти, описуючи цьоготижневу серію».
Згідно з голосуванням на сайті The NoHomers Club більшість фанатів оцінили серію на 1/5 із середньою оцінкою 2,06/5.